# Henuttawy (Vương triều thứ 19)
Đối với những phụ nữ Ai Cập khác được gọi là Henuttawy, hãy xem Henuttawy
Henuttawy ("Người tình của hai vùng đất") là một công chúa Ai Cập cổ đại của triều đại thứ 19.

## Tiểu sử
Henuttawy là con gái của Pharaoh Ramesses II và Người vợ Hoàng gia vĩ đại Nefertari và là chị gái cùng cha khác mẹ của Merneptah. Bà đứng thứ bảy trong danh sách các cô con gái của Ramesses và là con gái thứ hai trong số hai cô con gái có mẹ chắc chắn là Nefertari.
Bức tượng của bà nằm trong ngôi đền nhỏ Abu Simbel, được xây dựng cho Nefertari. Những đứa trẻ của Nefertari thường được xác định dựa trên nền tảng của ngôi đền này: các hoàng tử Amunherkhepeshef, Pareherwenemef, Meryre và Meryatum và các công chúa Meritamen và Henuttawy. Henuttawy không được mô tả trên mặt tiền của ngôi đền lớn Abu Simbel, nơi hai đứa con trai đầu tiên và sáu cô con gái lớn nhất của Ramesses được thể hiện, cùng với Nefertari và Nữ hoàng Mẹ Tuya.

## Lăng mộ QV73
Ngôi mộ của bà ở Thung lũng Nữ hoàng, QV73 không xa với những thành viên khác trong gia đình Ramesses (QV68 - Meritamen, QV71 - Bintanath, QV75 - Henutmire); ngôi mộ nằm giữa ngôi mộ của chị gái cùng cha khác mẹ Bintanath và nữ hoàng triều đại thứ 20 Duatentopet (QV74).
Ngôi mộ có thể đã được chạm khắc cho một công chúa chung và sau cái chết của Henuttawy đã được điều chỉnh dành cho bà. Ở một số khu vực của ngôi mộ, các cartouche đều trống, nhưng trong phòng chôn cất chính, dấu vết mờ nhạt của tên bà đã được ghi lại. Ngôi mộ bao gồm một phòng chôn cất với hai trụ cột và hai phòng bên. Các đồ trang trí cũng giống như những người trong lăng mộ của Nefertari.